# Shakai Taishūtō

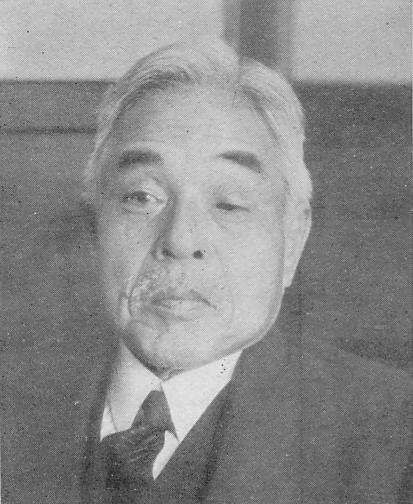
fotografía de Abe Isoo, líder del partido

El Shakai Taishūtō (社会大衆党?   o Partido de las Masas Socialistas) fue un partido político japonés de tendencia izquierdista y moderada que existió en la era Shōwa, pero que luego se fascistizó.

## Historia
Fue fundado por Abe Isoo en julio de 1932, a partir de la unión del Shakai Minshūtō y el Zenkoku Rōnō Taishūtō. Surgió en un momento en que la política japonesa se estaba apuntando hacia los extremos, el partido mantuvo una posición intermedia pero confusa. Por un lado presionó para la mejora de los campos de los agricultores en detrimento del presupuesto militar, pero en otra parte apoyó la invasión japonesa a Manchuria. Propugnaba por un incremento de la cooperación internacional y se opuso a que Japón se retirase de la Sociedad de Naciones, aunque al mismo tiempo apoyó la invasión de China en 1937.
Fue el único partido izquierdista permitido en Japón en la década de 1930, surgiendo como la tercera formación política más grande en la Cámara Baja de la Dieta de Japón, con 36 escaños, de las elecciones generales de 1937. El partido recibió el apoyo de un amplio sector del electorado, incluyendo los propietarios de tiendas de clase media resentidos con los Zaibatsu, trabajadores asalariados, y algunos burócratas de menor nivel. Sin embargo, dentro del partido existía una profunda división entre los partidarios de la socialdemocracia y los del nacionalsocialismo que llegó a su punto con la votación para expulsar al parlamentario Saitō Takao, después de que este hubiera hecho una dura crítica en la Dieta sobre la conducta del Ejército Imperial Japonés y sus acciones en Asia. Los miembros del partido que habían abstenido en la moción para expulsar a Saitō fueron expulsados por "sentimientos antipatrióticos", provocando que el alarmado presidente Abe Isoo dimitiera.
Los restos del partido fueron incrementando su base nacionalista y militarista, siendo finalmente absorbido por la Asociación de la Asistencia del Régimen Imperial en 1940.